# Natascha Kellerová
Natascha Kellerová (* 3. července 1977 Západní Berlín) je bývalá německá pozemní hokejistka. 
Je rekordmankou německé reprezentace, za kterou v letech 1994 až 2012 odehrála 425 utkání. Podílela se na zisku bronzových medailí pro Německo z mistrovství světa v pozemním hokeji žen 1998. Na mistrovství Evropy získala stříbro v letech 1999 a 2011 a bronz v roce 1995. V roce 1998 vyhrála evropský halový šampionát a v roce 2003 se stala s německým týmem vítězkou Women's Hockey Champions Challenge. 
S německou reprezentací startovala na pěti olympijských hrách a v roce 2004 získala zlatou medaili. Nesla německou vlajku při zahájení LOH 2012 v Londýně, přičemž tuto poctu získala jako první pozemkářka v historii.
Byla členkou klubu Berliner HC, s nímž získala v letech 1994, 1996, 1999, 2000, 2005, 2006 a 2008 německý titul a v roce 1997 s ním vyhrála Pohár mistryň evropských zemí. Mezinárodní hokejová federace ji vyhlásila nejlepší světovou hráčkou roku 1999.
Její dědeček Erwin Keller reprezentoval Německo v pozemním hokeji na LOH 1936 a otec Carsten Keller získal zlatou medaili na mnichovské olympiádě v roce 1972. Olympijskými vítězi v pozemním hokeji jsou také její bratři Andreas Keller a Florian Keller i švagrová Louisa Walterová.